# Nigel Barley
Pour les articles homonymes, voir Barley.
Nigel Barley, né en 1947 à Kingston upon Thames (Grand Londres, Royaume-Uni), est un anthropologue et écrivain britannique.

## Biographie
Après des études de langues à l'université de Cambridge, il obtient un doctorat en anthropologie sociale à l'université d'Oxford.
Après divers emplois universitaires, il travaille au British Museum comme assistant-conservateur au département d'ethnographie jusqu'en 2003.
Il rencontre un certain succès avec ses trois premiers livres (Un anthropologue en déroute, Le retour de l'anthropologue et L'anthropologie n'est pas un sport dangereux) en mêlant le récit de voyage, l'anthropologie et l'humour.
Que ce soit avec les Dowayo au Cameroun ou les Toraja sur l'île Indonésienne de Sulawesi, cet anthropologue qui se dit lui-même « frivole », fait un compte-rendu informatif de son travail, de ses déboires et de ses réussites, chez ces peuples en décalage complet avec le monde moderne.
Pour trois de ses livres (L'anthropologue mène l'enquête, Le dernier voyage du révérend et Un Rajah blanc à Bornéo, La Vie de Sir James Brooke), Nigel Barley part cette fois sur les traces d'un personnage historique ayant voyagé en Afrique ou en Asie du Sud-Est (respectivement Thomas Stamford Raffles, le révérend Emmanuel Truscot et James Brooke).
Il est régulièrement invité dans des musées du monde pour analyser et donner son avis sur des œuvres d'art provenant de l'Afrique noire. C'est ainsi que le Musée Barbier-Mueller l'a invité en 2015, et qu'il en a écrit le livre d'art Arts du Nigeria- Revisites, publié en français avant d'être traduit en anglais l'année suivante.

## Publications

### Afrique
- (en) Symbolic structures. An exploration of the culture of the Dowayos, 1983
- Un anthropologue en déroute, Payot, 1992 ((en) The Innocent Anthropologist: Notes From a Mud Hut, 1983)
- (en) Adventures in a Mud Hut: An Innocent Anthropologist Abroad, 1984
- Le retour de l'anthropologue, Payot, 1994 ((en) A Plague of Caterpillars: A Return to the African Bush, 1986)
- (en) Ceremony: An Anthropologist's Misadventures in the African Bush, 1987
- (en) The coast, 1990
- (en) Smashing Pots: Feats of Clay from Africa, 1994
- Le dernier voyage du révérend, Payot, 2004
- Arts du Nigeria- Revisites, Somogy Éditions d'art, 2015 ((en) Nigerian Arts Revisited, 2016)

### Indonésie et Singapour
- L'anthropologie n'est pas un sport dangereux, Payot, 1997 ((en) Not a Hazardous Sport, 1989; le titre a été renommé aux Etats-Unis en Misadventures of a Social Anthropologist in Sulawesi, Indonesia)
- L'anthropologue mène l'enquête, Payot, 2000 ((en) 1991)
- (en) The Duke of Puddle Dock: Travels in the Footsteps of Stamford Raffles, 1992
- (en) Grave Matters: A Lively History of Death around the World, Henry Holt, 1997
- Un Rajah blanc à Bornéo, La Vie de Sir James Brooke, Payot, 2009 ((en) White Rajah: A Biography of Sir James Brooke, 2003)
- (en) Rogue Raider: The tale of Captain Lauterbach and the Singapore Mutiny, 2006
- (en) Island of Demons: A novelistic treatment of the life of the painter Walter Spies in Bali, 2009
- (en) The Devil's Garden: Love and War in Singapore under the Japanese Flag, 2011
- (en) Snow Over Surabaya, 2017

### Autres
- (en) Even: A Novella of Revenge and Misfortune, 2012.
- (en) Coronation Chicken, 2014.
- (en) The Glass Armonica, 2018.